# Землетрясение в Гиндукуше
Гиндукушское землетрясение — землетрясение магнитудой 7,5, которое произошло 26 октября 2015 года в Южной Азии, в 13:39 AFT, 14:09 PKT, (09:09 по UTC), с эпицентром в 45 км к северу от Алакандари-йе Киран ва Мунжан в Афганистане.
Согласно последним сообщениям, более 370 человек погибли, в основном в Пакистане. Подземные толчки также ощущались в Узбекистане, Таджикистане, Казахстане и Кыргызстане, в Уфе (Россия, Башкортостан), в индийских городах Нью-Дели, Сринагар и в префектурах Кашгар, Аксу, Хотан, Кызылсу и в Синьцзяне, (Китай), значительный ущерб был также нанесён столице Афганистана — Кабулу.
Последнее крупное землетрясение в этом регионе аналогичного масштаба произошло почти ровно десять лет назад, в октябре 2005 года, в результате которого погибло 87 351 человек, 75 266 получили ранения, 2 800 000 получили статус беженцев, погибло более 250 000 животных. Заметным различием между этим землетрясением и землетрясением 2005 года является глубина сейсмической активности. В 2005 году землетрясение было на глубине 15 км, землетрясение 2015 года произошло на глубине 212,5 км.

## Землетрясение
Землетрясение произошло 26 октября 2015 года в 14:45 (09:09 по UTC) на глубине около 212,5 км, с эпицентром примерно в 82 км к юго-востоку от Файзабада, Афганистан. Согласно первоначальным измерениям Геологической службы США (USGS) магнитуда землетрясения составила 7,7, впоследствии величина была уменьшена до 7,5. Однако согласно данным Пакистанского Метеорологического Департамента магнитуда землетрясения составила 8,1.

## После землетрясения
| Страна         | Погибло | Ранено | Ссылки |
| -------------- | ------- | ------ | ------ |
| Флаг Пакистана | 255     | 1 697  | [ 1 ]  |
| Афганистан     | 115     | 538    | [ 7 ]  |
| Флаг Индии     | 4       | н/д    | [ 8 ]  |
| Всего          | 374     | 2 200+ |        |

В результате землетрясения погибли по меньшей мере 268 человек в Пакистане , 115 в Афганистане, включая 5 погибших в Джелалабаде и 12 учениц, погибших в результате давки в школе для девочек в афганской провинции Тахар, и 4 человека на севере Индии. В Пакистане толчки были ощутимы в крупных городах. По крайней мере 194 человека были доставлены в больницу в Свате и более 100 в больницу в Пешаваре.
Все 190 поездов, курсирующих по путям Делийского метро, были остановлены в момент землетрясения. Каракорумское шоссе в Пакистане было закрыто.